# Salisbury Court Theatre
Das Salisbury Court Theatre war ein Londoner Theater im 17. Jhd. Es befand sich nahe dem Salisbury Court, der ehemaligen Residenz des Bischofs von Salisbury.
Diese wurde 1564 von Richard Sackville, dem englischen  Schatzkanzler unter Queen Elizabeth erworben. Als seinem Sein Sohn Thomas Sackville 1604 der Titel Earl of Dorset verliehen wurde, wurde das Gebäude zu Dorset House umbenannt. Thomas Sackvilles Enkel, Edward Sackville, 4. Earl of Dorset, war in den 1630er Jahren Lord Chamberlain unter Queen Henrietta Maria. Er galt in jener Zeit als treibende Kraft des Theaters und Schauspiels in London und war diese auch hinter der Gründung des Salisbury Court Theatre.
Der zeitgenössische Chronist Edmund Howes beschrieb, dass 1629 „ein neues wunderschönes Theater“  errichtet wurde, gleich westlich der mittelalterlichen Mauerns Londons, zwischen der Fleet Street und der Themse, in eine umgebaute Scheune oder Kornspeicher auf dem Grundstück des Dorset Houses. Als geschlossener „privater“ Veranstaltungsort, ähnlich dem Blackfriars Theatre war es ein Nachfolger des früheren Whitefriars Theatre (das sich auf der anderen Seite der westlich gelegenen Water Lane befand und verfallen war) und dem kurzlebigen Porter’s Hall Theatre. Es sorgte für einen gehobenen Publikumskontrast zu unbedachten Theatern wie dem Globe Theatre, dem Fortune Playhouse und dem Red Bull Theatre, welche einem Massenpublikum dienten. Besonders die beiden Letztgenannten.
Wenig ist bekannt über die Umrisse und Form des Salisbury Court Theatre. Da es sich jedoch auf einem Grundstück von 13 Metern Breite und knapp 43 Länge befand, ähnelte es möglicherweise mehr oder weniger dem Entwurf für ein kleines Theater, das später von Inigo Jones in der Ära Jakob I. oder Karl I. gefertigt wurde.
Das Salisbury Court wurde von Richard Gunnell zu den Kosten von 1.000 (oder 1.200) Pfund erbaut, einem erfahrenen Schauspieler und Intendant des Fortune Theaters und William Blagrave, einem Angestellten von Sir Henry Herbert, der zu dieser Zeit das Amt des Master of the Revels innehatte. Als die beiden Theatergründer kurz nacheinander starben (Gunnell 1635 und Blagrave 1636) übernahm Richard Heton die Geschäfte, der von da an das Theater straffer führte („dictatorial management“). Im Haus gastierten des Öfteren die King’s Revels Men (1630–31 und 1633–36), die Prince Charles’s Men (1631–33) und die Queen Henrietta’s Men (1637–42). Es stand eine Zeitlang unter starker Konkurrenz zum Cockpit Theatre und dem Red Bull Theatre.
Salisbury Court war das letzte Theater, das vor der Schließung aller Londoner Theater im Jahr 1642 erbaut wurde. Nach der Schließung diente es zwar anderen Zwecken, aber manchmal eben doch noch als Ort für Theateraufführungen, trotz des Verbots. Das ging eine Zeitlang gut, aber am 6. Oktober 1647 stürmten die Behörden eine Aufführung des Stückes A King and No King (von Francis Beaumont und John Fletcher). Am Neujahrstag 1649 stürmten die Ordnungsbehörden alle vier Londoner Theater gleichzeitig; die Schauspieler des Salisbury und des Cockpit wurden inhaftiert, ebenso wie ein Trapezkünstler des Fortune Theatre. Lediglich den Schauspielern des Red Bull Theatre gelang es zu entkommen. Im März 1649 zerstörten die Behörden zudem noch Inneneinrichtung aller Theater, sodass weitere Aufführungen unmöglich wurden.
Nach 18 Jahren des Banns öffentlicher Theateraufführungen während des Interregnums wurden sie 1660 von König Karl II. im Zuge der Stuart-Restauration wieder zugelassen. Am 21. August 1660 erteilte er dem Dramatiker Thomas Killigrew und Sir William Davenant die vorläufige Erlaubnis jeweils eine Theatergesellschaft („Company“) zu gründen. Killigrews King’s Company wurde dabei vom König selbst gestützt und gefördert; Davenants Duke’s Company erhielt das Patronat von dessen Bruder, dem Duke of York, dem späteren König Jakob II. Diese vorläufigen Privilegien wurden später durch ein Letters Patent ersetzt, verbunden mit einer Zementierung eines erblichen Theatermonopols für die Patentinhaber („Theatre Royal“).
Das Salisbury Court Theatre wurde unter der Intendanz William Beestons renoviert und wieder hergerichtet. Es wurde dann von November 1660 bis Juni 1661 für einige Zeit von der Duke’s Company bespielt. Die Company zog danach in das nahe Lincoln’s Inn Fields Theatre, einem umgebauten Ballhaus. Samuel Pepys’ Tagebücher verzeichnen verschiedene Besuche zu Beginn 1661 (welches hier oftmals Whitefriars Theatre genannt wurde). Seine Aufzeichnungen geben uns heute Aufschluss über die Stücke, welche an dem  Salisbury Court Theatre gleich nach seiner Wiedereröffnung gespielt worden sind. So sah er dort am 9. Februar 1661 The Mad Lover (von John Fletcher); am 23. Februar „The Changeling“ (von Thomas Middleton und William Rowley, Thomas Betterton spielte den De Flores); am 1. März The Bondman (von Philip Massinger, auch hier spielte Betterton die Hauptrolle); am 16. März The Spanish Curate (von Fletcher und Massinger); am 2. März Love’s Mistress (von Thomas Heywood) und Fletchers Rule a Wife and Have a Wife am 1. April.
Im Großen Brand von London von 1666 wurde das Gebäude vernichtet. Ein Ersatz fand sich 1671 im, wenige Meter entfernt in Richtung Themse, errichteten Dorset Garden Theatre (Architekt Christopher Wren). Zum Erinnerung an das alte Salisbury Square Theatre befindet sich an der Südseite des Salisbury Square (an der Ostseite eines Firmengebäudes) eine Gedenktafel.